# 清朝江宁府知府列表
以下为清朝历任江宁府知府列表：
- 李正茂：顺治二年－顺治四年（1645年－1647年），山西洪洞人
- 林天擎
- 张羽明，奉天宁远州人，

康熙
- 陈开虞：陕西西安人，生员。康熙二年任。
- 张际龙  萧山人，拔贡。八年任。
- 孙  芳  奉天人，十三年任。
- 陈龙岩  福建人，十八年任。
- 于成龙（1638—1700年）：奉天人，汉军镶黄旗，荫生。康熙二十一年任。
- 郭  恒  蒲城人。二十六年任。
- 高向台  翼城人，二十八年任。
- 赵世显  奉天人，二十八年任。
- 施世纶（1659—1722年）：福建晋江人，厢黄旗，荫生。康熙三十二年至三十五年（1693-1696年），
- 王光谟  厢黄旗人，三十五年任。
- 刘  □  阳谷人，四十年任。
- 陈鹏年（1663—1723年）：湖南湘潭人，进士。康熙四十二年任。
- 陈如升  丰润人，四十五年任。
- 刘  涵  泾阳人，四十七年任。
- 卫  淇  高平人，五十一年任。
- 吴应凤  莆田人，五十七年任。
- 郭汝楩  正白旗人，六十一年任。

雍正
- 李如兰  阳曲人，岁贡。雍正五年任。
- 郭朝端  厢红旗人，监生。雍正十年任。
- 王  霔  正红旗人，监生。雍正十二年署任。
- 范  灿  秀水籍，吴江人，进士，十二年任。
- 张华年  景州人，岁贡。雍正十二年署任。
- 汪会正  休宁人，举人。雍正十三年调。
- 卢见曾（1690—1768年）：山东德州人，进士。雍正十三年任。雍正十三年至乾隆元年（1735-1736年）
- 张华年  雍正十三年任。
- 温而逊  宣化人，贡生。雍正四年任。
- 徐永祐  汉阴人，进士。雍正七年任。

乾隆
- 张华年  直隶景州人，岁贡。雍正十三年八月升。乾隆七年仍见在任。
- 官  保  满洲正黄旗人，举人。《本传》：乾隆七年，授江宁府知府。十一年以京员用。
- 蔡长沄（？—1763年），福建漳浦人，贡生。乾隆十一年三月升。
- 王敛福  山东诸城人，进士。
- 朱奎扬  浙江山阴人，监生。乾隆十五年三月题，至十七年《搢绅》仍见。
- 周尚质  浙江钱塘人。
- 朱奎扬  再任。
- 谢  锽  顺天大兴人，进士。乾隆二十一年六月授。
- 沈孟堅，浙江德清人，庚戌进士。乾隆二十六年十月调。
- 德宁安：蒙古正白旗人，举人。
- 刘墉（1719—1805年）：山东诸城人，进士。乾隆三十四年授，三十五年迁江西粮驿道，官至大学士。
- 鍾光豫  顺天宛平人，甲子举人。乾隆三十五年十月调。
- 钱金殿  渐江嘉善人，监生。乾隆三十七年正月调。
- 陶  易  山东文登人，举人。乾隆三十九年□月任，四十一年升江宁布政司。
- 章攀桂  安徽桐城人，监生。乾隆四十一年八月调，升苏松粮道。《志》载。
- 李士珠  山东历城人，附贡。乾隆年由镇江府调升河库道。见《志》。
- 成汝舟（1732年—？），山西文水人，监生。乾隆四十九年七月调，见《搢绅》。《志》：升淮扬道。
- 宋觐光  四川营山人，拔贡。乾隆五十二年七月调，至五十六年。
- 李尧栋  浙江山阴人，进士。乾隆五十六年自常州调江宁府，以忧归。
- 李廷敬  直隶沧州人，进士。乾隆五十八年升松太道。
- 和腾额  满洲正红旗人，贡生。
- 許兆椿（1748—1814年），湖北云梦人，进士。乾隆六十年自松江府调。

嘉庆
- 許兆椿（1748—1814年），湖北云梦人，进士。乾隆六十年自松江府调。至嘉庆六年仍见。
- 清  华  满洲厢红旗人，中书。
- 张敦仁（1754—1834年），山西阳城人，进士。嘉庆十年九月调，十一年仍见。
- 朱锡爵  直隶大兴人，举人。
- 吕燕昭  河南新安人，举人。嘉庆十二年十二月调，至十五年。
- 邱树棠  湖北人，进士。
- 杨
- 梁兰滋
- 刘  钤  安徽人。
- 余霈元  江西德化人，进士。嘉庆十二年十一月调，至二十二年仍见。

道光
- 余霈元  江西德化人。嘉庆二十年十一月调。十一年仍见。
- 周以勋  浙江人。
- 刘  铃  安徽人。
- 陈  銮  江夏人。
- 钱有序
- 俞德淵（1778—1835年），甘肃平罗人。丁丑。道光九年四月调。
- 赵炳言  浙江人。道光十二年某月调。
- 苏廷玉  福建人。
- 王青莲  遵义人，进士。道光十二年十一月调。十三年二月升山西冀宁道。
- 王锡蒲
- 善庆（1777年—？年），正黄旗滿洲人？蒙古正黄旗人。道光十三年六月调。 十六年仍见。
- 王用宾  安徽人。
- 沈兆沄（1784—1877年），直隶天津人。道光十七年二月授。 十九年仍见。
- 颜以燠
- 温予巽  陕西汉阴厅人，道光二十年正月调。
- 樊师仲  奉天锦州人，道光二十年十一月调。
- 查文经  湖北人。
- 黄存厚
- 吴葆晋
- 徐青照  顺天大兴人。道光二十四年四月调。二十六年六月，以捐米奏奖。三十年仍见。
- 沈  濂

咸丰
- 魏亨达  直隶昌黎廪生。咸丰元年五月调。
- 张  寅  安徽桐城人。
- 赵德辙（1812—1874年），山西解州人，咸丰三年三月调。
- 刘  钊
- 刘存厚  四川荣县议叙。四年八月授。
- 存  葆  旗人，五年任。
- 温绍原
- 郑济英  绵州人。七年八月补，八年九月见，十年均见，辛酉冬季仍见。
- 楊承湛，順天府固安縣人
- 周成璋

同治
- 杨钟琛
- 涂宗瀛（1811—1894年），咸丰年间，安徽六安举人。同治四年八月补，三年署。
- 钱德承：浙江人。八年任。
- 冯柏年：直隶天津举人。同治九年任。
- 蒯德模：安徽合肥附贡。同治九年署。
- 蒋启勋：湖北天门庚申进士。十年正月调。同治十二年回任。
- 赵廷铭：同治十年代理。

光绪
- 蒋启勋：湖北天门庚申进士。同治十年五月调，光绪元年任。六年六月十五迁湖南衡永郴桂道。
- 赵佑宸（1817—1886年），浙江鄞縣人，光绪六年（1880年）十一月自镇江府调，十年七月十日迁直隶大顺广道。
- 宜  森  署。
- 孙云锦  十年十一月调，十二年仍任。
- 李廷箫  湖北黄安癸丑进士。十三年正月调，闰四月任。十八年仍见。二十年七月署盐道，二十二年八月升凤泗六颍道。
- 刘名誉  临桂庚辰进士。二十二年二月补，至二十六年正月。
- 柯逢时  二十二年九月署。代李廷箫。
- 王毓萃  二十六年三月代理。[9]
- 沈锡晋：广东番禺甲戌进士。二十七年四月八月任，二十八年赴部送引，六月初二卒于上海。
- 朱其昌  二十八年署。
- 罗  璋  四川华阳监生。二十八年调，三十一年三月保卓异，三十二署盐道，三十四年七月初十卒镇江任。
- 彭文明  三十二年四月署代。
- 许星璧  善化监生。三十二年十二月初八署任自候补知府。
- 杨鍾羲  汉军正黄己丑进士。三十四年十二月调自淮安府。
- 罗  章  三十四年任。